# Hagby socken, Småland
Hagby socken i Småland ingick i Södra Möre härad, ingår sedan 1971 i Kalmar kommun och motsvarar från 2016 Hagby distrikt i Kalmar län.
Socknens areal är 24,63 kvadratkilometer, varav land 24,57. År 2000 fanns här 983 invånare. En del av tätorten Vassmolösa samt tätorten och kyrkbyn Hagby med sockenkyrkan Hagby kyrka ligger i socknen. 

## Administrativ historik
Kyrkobyggnaden är troligen byggd omkring 1200, men 'Haghaby sokn' omtalas första gången i skriftliga källor 1384.
Vid kommunreformen 1862 övergick socknens ansvar för de kyrkliga frågorna till Hagby församling och för de borgerliga frågorna till Hagby landskommun. Landskommunen inkorporerades 1952 i Södermöre landskommun och uppgick sedan 1971 i Kalmar kommun. Församlingen uppgick 1 januari 2010 i Arby-Hagby församling.
1 januari 2016 inrättades distriktet Hagby, med samma omfattning som församlingen hade 1999/2000.  
Socknen har tillhört samma fögderier och domsagor som Södra Möre härad.
Socken indelades fram till 1901 i 41 båtsmanshåll, vars båtsmän tillhörde Södra Möres 2:a båtsmanskompani.

## Geografi
Hagby socken ligger vid Kalmarsund, sydväst om Kalmar och avgränsas i sydväst av Hagbyån. Socknen består av odlade marker på Möreslätten med några skogsmarker längs Kalmarsund.
I Hagby socken återfinns byarna Norra och Södra Hageby, Hagbytorp, Vallby och Yxneberga samt ensamgården Holmskvarn.
I Kolboda var Lovers alunbruk i drift från 1724 till 1841, samt Kolboda varv till slutet av 1800-talet.

## Fornminnen
Cirka 15 boplatser från stenåldern är kända. Dessutom rösen och stensättningar från bronsåldern samt några järnåldersgravfält med domarringar och resta stenar.

## Namnet
Namnet (1384 Haghaby), taget från kyrkbyn, består av förledet hage och efterledet by.